# Antonio Riva (Politiker)
Antonio Luigi Riva (* 21. Juli 1870 in Lugano; † 18. Dezember 1942 in Flüelen) war ein Schweizer Jurist und Politiker, Ständerat (KVP).

## Leben

### Familie
Antonio Riva entstammte der Adelsfamilie Riva und war der Sohn des Grundbesitzers Antonio Francesco Riva und dessen Ehefrau Agnese (geb. Grasselli) aus Como.
1899 heiratete er Maria Betty (geb. Bamberger) aus dem bayerischen Fürth; ihr gemeinsamer Sohn war der Jurist und Politiker Waldo Riva.
Auf seine Ehefrau wurde 1923 ein Attentat verübt, indem ihr in das Gesicht geschossen wurde. Der Täter gab an, er habe sich für eine Beleidigung von Antonio Riva rächen wollen, diesen jedoch nicht angetroffen, und daher ein Familienmitglied ausgewählt; seine Ehefrau wurde hierbei nur leicht verletzt. Zu einem weiteren Angriff auf Antonio Riva kam es einige Tage nach der Tat durch die Ehefrau des Attentäters, hierbei blieb Antonio Riva unverletzt.
Antonio Riva verstarb während einer Zugfahrt zwischen Luzern und Fluelen, als er auf dem Weg nach Hause war.

### Werdegang
Antonio Riva immatrikulierte sich zu einem Studium der Rechtswissenschaften an der Universität München und setzte das Studium an der Universität Freiburg im Breisgau; dort lernte er den späteren Politiker Giuseppe Cattori kennen. Sein Studium setzte er an der Universität Zürich fort; 1893 promovierte er zum Dr. jur.
Er erhielt 1896 sein Fürsprecher- und Notariatspatent und war als Rechtsanwalt und Notar in Lugano tätig; er vertrat unter anderem zwei Familien, die von dem Eisenbahnunfall von Bellinzona betroffen waren.
Antonio Riva war Oberstleutnant und Oberrichter der Militärjustiz, in die er 1906 als Oberleutnant eingetreten war; 1910 wurde er zum Hauptmann und 1917 zum Major befördert. 1926 vertrat er Oberst Ruggero Dollfus in einer dienstlichen Angelegenheit, in der der Oberst um seine Entlassung gebeten hatte, dieses jedoch später wieder zurückzog. Antonio Riva wurde 1938 aus dem Militärdienst entlassen.
1920 wurde er Mitglied der Eidgenössischen Pensionskommission.
Von 1926 bis 1928 war er Mitglied des Kassationsgerichts für Strafsachen.
Er war 1933 im Verwaltungsrat der Allgemeinen Radibus AG in Basel, die seit 1931 private Kabelnetze verlegten, um den Radiokonsum auch in Regionen mit ungünstigen Empfangsverhältnissen zu fördern.

### Politisches Wirken
Antonio Riva war Mitglied der Schweizerischen Katholischen Volkspartei und stand 1896 mit Giuseppe Motta, mit dem er seit dem Studium in München befreundet war, auf der Seite der Gemässigten (giubiaschesi), die sich gegen Gioachimo Respinis kompromisslose Politik wandten.
Von 1900 bis 1920 war er in der Stadtregierung von Lugano und wurde 1923 zum Gemeindepräsidenten gewählt.
Er war von 1900 bis 1928 Mitglied des Tessiner Grossen Rats, den er 1914 präsidierte, nachdem er 1913 zum Vizepräsidenten gewählt worden war.
Gemeinsam mit Giovanni Lurati und Giovanni Reali legte er 1901 anlässlich der Staatsratswahlen beim Bundesrat wegen Wahlbeeinflussung einen Protest ein.
Er war von 1917 bis 1919 Nationalrat und von 1923 bis zu seinem Tod Ständerat; in dieser Zeit war er von 1932 bis 1933 Vizepräsident und von 1933 bis 1934, als Nachfolger von Andreas Laely, Ständeratspräsident. Sein Nachfolger im Ständerat wurde Antonio Antognini (1893–1972).

## Mitgliedschaften
Antonio Riva war Mitglied der Studentenverbindung Lepontia, die 1885 unter anderem von Luigi Rossi gegründet worden war, der 1890 ein Opfer des Tessiner Putsches wurde.